# Шеван (Лоаре)
Шеван (фр. Chevannes) насеље је и општина у централној Француској у региону Центар (регион), у департману Лоаре која припада префектури Монтаржи.
По подацима из 2004. године у општини је живело 294 становника, а густина насељености је износила 24,5 становника/km². Општина се простире на површини од 11,99 km². Налази се на средњој надморској висини од 105 метара (максималној 126 m, а минималној 91 m).

## Демографија
| 1962. | 1968. | 1975. | 1982. | 1990. | 1999. | 2011. |
| ----- | ----- | ----- | ----- | ----- | ----- | ----- |
| 227   | 194   | 214   | 198   | 230   | 291   | 350   |

График промене броја становника у току последњих година